# نورمان راش
نورمان راش (بالإنجليزية: Norman Rush)‏ (24 أكتوبر 1933، أوكلاند في الولايات المتحدة)؛ كاتب وروائي أمريكي.

## الجوائز
- زمالة غوغنهايم

## روابط خارجية
- نورمان راش على موقع إن إن دي بي (الإنجليزية)